# Élections cantonales de 1874 en Ille-et-Vilaine
Les élections cantonales françaises de 1874 ont eu lieu les 4 et 11 octobre 1874.

## Assemblée départementale sortante
| Parti                                        | Sigle   | Élus |
| -------------------------------------------- | ------- | ---- |
| Républicains (17 sièges)                     |         |      |
| Républicains modérés                         | Rép mod | 17   |
| Monarchistes (16 sièges)                     |         |      |
| Légitimistes                                 | Légit.  | 14   |
| Orléanistes                                  | Orléa.  | 2    |
| Impérialistes (8 sièges)                     |         |      |
| Bonapartiste                                 | Bonap.  | 8    |
| Président du conseil général                 |         |      |
| Félix Martin-Feuillée (Républicains modérés) |         |      |

## Assemblée départementale élue
| Parti                                        | Sigle  | Élus |
| -------------------------------------------- | ------ | ---- |
| Républicains (20 sièges)                     |        |      |
| Républicains modérés                         | Rép    | 20   |
| Monarchistes (16 sièges)                     |        |      |
| Légitimistes                                 | Légit. | 16   |
| Orléaniste                                   | Orléa. | 2    |
| Impérialistes (7 sièges)                     |        |      |
| Bonapartiste                                 | Bonap. | 7    |
| Président du conseil général                 |        |      |
| Félix Martin-Feuillée (Républicains modérés) |        |      |

## Résultats pour le conseil général

### Arrondissement de Rennes

#### Canton de Rennes-Nord-Ouest
|          | Eugène Pinault * | Centre gauche | 2 141 | 80,95 |  |  |
|          | Raymond Petit    | Légitimiste   | 475   | 17,96 |  |  |
|          |                  |               |       |       |  |  |
| Inscrits | Inscrits         | Inscrits      | 3 658 |       |  |  |
| Votants  | Votants          | Votants       | 2 645 | 72,31 |  |  |
| Exprimés |                  |               |       |       |  |  |

*sortant

#### Canton de Rennes-Sud-Ouest
|          | Jules Lucas (fils)       | Républicain modéré              | 1 449 | 51,92 |  |  |
|          | Armand de la Durantais * | Septennaliste (ex Bonapartiste) | 1 330 | 47,65 |  |  |
|          |                          |                                 |       |       |  |  |
| Inscrits | Inscrits                 | Inscrits                        | 3 913 |       |  |  |
| Votants  | Votants                  | Votants                         | 2 791 | 71,33 |  |  |
| Exprimés |                          |                                 |       |       |  |  |

*sortant

#### Canton de Hédé
|          | Édouard Malot * | Septennaliste (ex Républicain modéré) | 1 373 | 97,86 |  |  |
|          |                 |                                       |       |       |  |  |
| Inscrits | Inscrits        | Inscrits                              | 2 681 |       |  |  |
| Votants  | Votants         | Votants                               | 1 403 | 52,33 |  |  |
| Exprimés |                 |                                       |       |       |  |  |

*sortant

#### Canton de Janzé
Dans la série 2 normalement, mais une partielle est organisée à la suite de la démission d'Alexandre de Piré (Bonapartiste), lui-même élu lors d'une partielle en novembre 1873.
|          | Jules Carron    | Légitimiste | 1 277 | 51,27 |  |  |
|          | Aristide Chapon |             | 1 142 | 45,85 |  |  |
|          |                 |             |       |       |  |  |
| Inscrits | Inscrits        | Inscrits    | 3 455 |       |  |  |
| Votants  | Votants         | Votants     | 2 491 | 72,10 |  |  |
| Exprimés |                 |             |       |       |  |  |

*sortant

#### Canton de Liffré
|          | François-Julien Lefas * | Centre gauche | 1 779 | 80,62 |  |  |
|          | Théophile Bidard        | Orléaniste    | 429   | 19,38 |  |  |
|          |                         |               |       |       |  |  |
| Inscrits | Inscrits                | Inscrits      | 2 835 |       |  |  |
| Votants  | Votants                 | Votants       | 2 206 | 77,81 |  |  |
| Exprimés |                         |               |       |       |  |  |

*sortant

#### Canton de Saint-Aubin-d'Aubigné
|          | Eugène Courtois * | Républicain modéré | 2 050 |  |  |  |
|          | Mr A. Lecoq       |                    | 1 273 |  |  |  |
|          |                   |                    |       |  |  |  |
| Inscrits | Inscrits          | Inscrits           | 3 980 |  |  |  |
| Votants  |                   |                    |       |  |  |  |
| Exprimés |                   |                    |       |  |  |  |

*sortant

### Arrondissement de Saint-Malo

#### Canton de Cancale
|          | Prudent Fortin * | Centre gauche | 1 683 | 59,77 |  |  |
|          | Paul de Lorgeril | Légitimiste   | 1 129 | 40,09 |  |  |
|          |                  |               |       |       |  |  |
| Inscrits | Inscrits         | Inscrits      | 4 260 |       |  |  |
| Votants  | Votants          | Votants       | 2 816 | 66,10 |  |  |
| Exprimés |                  |               |       |       |  |  |

*sortant

#### Canton de Combourg
|          | Pierre Jouin                     | Républicain modéré | 1 407 | 51,37 |  |  |
|          | Geoffroy de Chateaubriand (fils) | Légitimiste        | 1 339 | 48,89 |  |  |
|          |                                  |                    |       |       |  |  |
| Inscrits | Inscrits                         | Inscrits           | 4 415 |       |  |  |
| Votants  | Votants                          | Votants            | 2 739 | 62,04 |  |  |
| Exprimés |                                  |                    |       |       |  |  |

*sortant

#### Canton de Pleine-Fougères
|          | François Brune * | Centre gauche | 2 376 | 98,55 |  |  |
|          |                  |               |       |       |  |  |
| Inscrits | Inscrits         | Inscrits      | 4 129 |       |  |  |
| Votants  | Votants          | Votants       | 2 411 | 58,39 |  |  |
| Exprimés |                  |               |       |       |  |  |

*sortant

#### Canton de Saint-Malo-Sud
|          | François-Marie Le Pomellec | Centre gauche | 1 291 | 59,66 |  |  |
|          | Adrien Dufrayer            | Septennaliste | 874   | 40,39 |  |  |
|          |                            |               |       |       |  |  |
| Inscrits | Inscrits                   | Inscrits      | 3 286 |       |  |  |
| Votants  | Votants                    | Votants       | 2 164 | 65,86 |  |  |
| Exprimés |                            |               |       |       |  |  |

*sortant

### Arrondissement de Fougères

#### Canton de Fougères-Sud
|          | Honoré Bertin                    | Orléaniste  | 1 271 | 61,79 |  |  |
|          | Charles Debordes de Chalandrey * | Légitimiste | 739   | 35,93 |  |  |
|          |                                  |             |       |       |  |  |
| Inscrits | Inscrits                         | Inscrits    | 3 051 |       |  |  |
| Votants  | Votants                          | Votants     | 2 057 | 67,42 |  |  |
| Exprimés |                                  |             |       |       |  |  |

*sortant

#### Canton de Louvigné-du-Désert
|          | Jules Bochin * | Septennaliste (ex-Orléaniste) | 1 553 | 60,36 |  |  |
|          |                |                               |       |       |  |  |
| Inscrits | Inscrits       | Inscrits                      | 3 933 |       |  |  |
| Votants  | Votants        | Votants                       | 2 711 | 68,93 |  |  |
| Exprimés |                |                               |       |       |  |  |

*sortant

#### Canton de Saint-Brice-en-Coglès
|          | Pierre Albert de Dalmas * | Bonapartiste | 2 443 | 99,15 |  |  |
|          |                           |              |       |       |  |  |
| Inscrits | Inscrits                  | Inscrits     | 3 613 |       |  |  |
| Votants  | Votants                   | Votants      | 2 464 | 68,20 |  |  |
| Exprimés |                           |              |       |       |  |  |

*sortant

### Arrondissement de Vitré

#### Canton de Vitré-Ouest
|          | Waldeck Lemoyne de La Borderie * | Légitimiste | 1 763 | 95,73 |  |  |
|          |                                  |             |       |       |  |  |
| Inscrits | Inscrits                         | Inscrits    | 3 161 |       |  |  |
| Votants  | Votants                          | Votants     | 1 841 | 58,24 |  |  |
| Exprimés |                                  |             |       |       |  |  |

*sortant

#### Canton de Chateaubourg
Guillaume Marin (Légitimiste) élu depuis 1871 ne se représente pas.
|          | Paul du Bourg | Légitimiste | 1 316 | 95,29 |  |  |
|          |               |             |       |       |  |  |
| Inscrits | Inscrits      | Inscrits    | 1 946 |       |  |  |
| Votants  | Votants       | Votants     | 1 381 | 70,97 |  |  |
| Exprimés |               |             |       |       |  |  |

*sortant

#### Canton de Retiers
|          | Félix Beuscher | Républicain modéré | 2 369 | 99,08 |  |  |
|          |                |                    |       |       |  |  |
| Inscrits | Inscrits       | Inscrits           | 3 874 |       |  |  |
| Votants  | Votants        | Votants            | 2 391 | 61,72 |  |  |
| Exprimés |                |                    |       |       |  |  |

*sortant

### Arrondissement de Redon

#### Canton de Bain-de-Bretagne
|          | Émile Deluen * | Septennaliste (ex-Orléaniste) | 1 308 | 55,99 |  |  |
|          | Louis Bléry    |                               | 1 018 | 43,58 |  |  |
|          |                |                               |       |       |  |  |
| Inscrits | Inscrits       | Inscrits                      | 4 009 |       |  |  |
| Votants  | Votants        | Votants                       | 2 336 | 58,27 |  |  |
| Exprimés |                |                               |       |       |  |  |

*sortant

#### Canton de Grand-Fougeray
|          | Ernest Guichard         | Républicain modéré | 1 046 | 66,58 |  |  |
|          | Paul-Émile de Bréhier * | Légitimiste        | 525   | 33,42 |  |  |
|          |                         |                    |       |       |  |  |
| Inscrits | Inscrits                | Inscrits           | 1 851 |       |  |  |
| Votants  | Votants                 | Votants            | 1 571 | 84,87 |  |  |
| Exprimés |                         |                    |       |       |  |  |

*sortant

#### Canton du Sel-de-Bretagne
|          | René Brice         | Centre gauche | 669   | 51,42 |  |  |
|          | Bertrand de Langle | Légitimiste   | 636   | 48,89 |  |  |
|          |                    |               |       |       |  |  |
| Inscrits | Inscrits           | Inscrits      | 1 594 |       |  |  |
| Votants  | Votants            | Votants       | 1 301 | 81,62 |  |  |
| Exprimés |                    |               |       |       |  |  |

*sortant

#### Canton de Pipriac
|          | Jean-Baptiste Lelièvre | Républicain modéré | 2 169 | 98,73 |  |  |
|          |                        |                    |       |       |  |  |
| Inscrits | Inscrits               | Inscrits           | 3 768 |       |  |  |
| Votants  | Votants                | Votants            | 2 197 | 58,31 |  |  |
| Exprimés |                        |                    |       |       |  |  |

*sortant

### Arrondissement de Montfort

#### Canton de Bécherel
|          | Louis Poinçon de la Blanchardière Jan de la Hamelinaye | Légitimiste | 1 841 | 98,87 |  |  |
|          |                                                        |             |       |       |  |  |
| Inscrits | Inscrits                                               | Inscrits    | 2 635 |       |  |  |
| Votants  | Votants                                                | Votants     | 1 862 | 70,66 |  |  |
| Exprimés |                                                        |             |       |       |  |  |

*sortant

#### Canton de Plélan-le-Grand
|          | Edmond Duval * | Septennaliste (ex Bonapartiste) | 2 246 | 99,73 |  |  |
|          |                |                                 |       |       |  |  |
| Inscrits | Inscrits       | Inscrits                        | 3 769 |       |  |  |
| Votants  | Votants        | Votants                         | 2 252 | 59,75 |  |  |
| Exprimés |                |                                 |       |       |  |  |

*sortant

## Résultats pour les conseils d'arrondissements

### Arrondissement de Rennes

#### Canton de Rennes-Nord-Est
- Conseiller sortant : M. Goguet (Républicain modéré), élu depuis 1871.
- Eugène Pinault n'est pas candidat pour le Conseil d'arrondissement.

|          | M. Goguet *    | Républicain modéré | 1 056 | 83,08  |  |  |  |
|          | Eugène Pinault | Centre gauche      | 127   | 9,99   |  |  |  |
|          |                |                    |       |        |  |  |  |
| Inscrits | Inscrits       | Inscrits           | 3 882 |        |  |  |  |
| Votants  | Votants        | Votants            | 1 271 | 32,74  |  |  |  |
| Exprimés | Exprimés       | Exprimés           | 1 271 | 100,00 |  |  |  |

*sortant

#### Canton de Rennes-Sud-Est
- Conseiller sortant : Louis Escolan (?), élu depuis 1871.

|          | Louis Escolan * |          | 1 064 | 74,20 |  |  |  |
|          | Jules Lucas     |          | 366   | 25,52 |  |  |  |
|          |                 |          |       |       |  |  |  |
| Inscrits | Inscrits        | Inscrits | 3 569 |       |  |  |  |
| Votants  | Votants         | Votants  | 1 526 | 42,76 |  |  |  |
| Exprimés | Exprimés        | Exprimés | 1 434 | 93,97 |  |  |  |

*sortant

#### Canton de Châteaugiron
- Conseiller sortant : Léon Launay (Union républicaine), élu depuis 1871.

|          | Léon Launay * | Union républicaine | 1 528 | 99,48  |  |  |  |
|          |               |                    |       |        |  |  |  |
| Inscrits | Inscrits      | Inscrits           | 2 617 |        |  |  |  |
| Votants  | Votants       | Votants            | 1 536 | 58,69  |  |  |  |
| Exprimés | Exprimés      | Exprimés           | 1 536 | 100,00 |  |  |  |

*sortant

#### Canton de Janzé
- Conseiller sortant : Benjamin Gilbert (?), élu depuis 1871.

|          | Benjamin Gilbert * |          | 2 165 | 93,76  |  |  |  |
|          |                    |          |       |        |  |  |  |
| Inscrits | Inscrits           | Inscrits | 3 455 |        |  |  |  |
| Votants  | Votants            | Votants  | 2 309 | 66,83  |  |  |  |
| Exprimés | Exprimés           | Exprimés | 2 309 | 100,00 |  |  |  |

*sortant

#### Canton de Mordelles
- Conseiller sortant : Olivier Rouault (Républicain modéré), élu depuis 1871.

|          | Olivier Rouault * | Républicain modéré | 816   | 99,63 |  |  |  |
|          |                   |                    |       |       |  |  |  |
| Inscrits | Inscrits          | Inscrits           | 1 750 |       |  |  |  |
| Votants  | Votants           | Votants            | 819   | 46,80 |  |  |  |
| Exprimés | Exprimés          | Exprimés           | 816   | 99,63 |  |  |  |

*sortant

### Arrondissement de Saint-Malo

#### Canton de Saint-Malo-Nord
- Conseiller sortant : Malo Gilbert (Libéral conservateur), élu depuis 1871, ne se représente pas.

|          | Louis Martin             | Républicain modéré | 1 083 | 66,00  |  |  |  |
|          | Henry Thomas des Essarts |                    | 548   | 33,39  |  |  |  |
|          |                          |                    |       |        |  |  |  |
| Inscrits | Inscrits                 | Inscrits           | 2 922 |        |  |  |  |
| Votants  | Votants                  | Votants            | 1 641 | 56,16  |  |  |  |
| Exprimés | Exprimés                 | Exprimés           | 1 641 | 100,00 |  |  |  |

*sortant

#### Canton de Châteauneuf-d'Ille-et-Vilaine
- Conseiller sortant : Gustave Gouyon de Beaufort (Légitimiste), élu depuis 1871.

|          | Gustave Gouyon de Beaufort * | Légitimiste | 1 395 | 80,08  |  |  |  |
|          |                              |             |       |        |  |  |  |
| Inscrits | Inscrits                     | Inscrits    | 3 302 |        |  |  |  |
| Votants  | Votants                      | Votants     | 1 742 | 52,76  |  |  |  |
| Exprimés | Exprimés                     | Exprimés    | 1 742 | 100,00 |  |  |  |

*sortant

#### Canton de Dol-de-Bretagne
- Conseiller sortant : Guillaume Lefeuvre (Républicain modéré), élu depuis 1871.

|          | Guillaume Lefeuvre * | Républicain modéré | 1 860 | 99,95  |  |  |  |
|          |                      |                    |       |        |  |  |  |
| Inscrits | Inscrits             | Inscrits           | 4 362 |        |  |  |  |
| Votants  | Votants              | Votants            | 1 861 | 42,66  |  |  |  |
| Exprimés | Exprimés             | Exprimés           | 1 861 | 100,00 |  |  |  |

*sortant

#### Canton de Dinard
- Conseiller sortant : Henry Touchet (Bonapartiste conservateur), élu depuis 1871.

|          | Henry Touchet * | Bonapartiste conservateur | 1 200 | 97,32  |  |  |  |
|          |                 |                           |       |        |  |  |  |
| Inscrits | Inscrits        | Inscrits                  | 3 235 |        |  |  |  |
| Votants  | Votants         | Votants                   | 1 233 | 38,11  |  |  |  |
| Exprimés | Exprimés        | Exprimés                  | 1 233 | 100,00 |  |  |  |

*sortant

#### Canton de Tinténiac
- Conseiller sortant : Alexandre Robiou (Centre gauche), élu depuis 1871.

|          | Alexandre Robiou * | Centre gauche | 1 600 | 99,44  |  |  |  |
|          |                    |               |       |        |  |  |  |
| Inscrits | Inscrits           | Inscrits      | 2 730 |        |  |  |  |
| Votants  | Votants            | Votants       | 1 609 | 58,94  |  |  |  |
| Exprimés | Exprimés           | Exprimés      | 1 609 | 100,00 |  |  |  |

*sortant

### Arrondissement de Fougères-Vitré
- Il doit y avoir au moins neuf conseillers par arrondissement, celui de Fougères n'en comptant que six, trois sièges sont ajoutés aux cantons les plus peuplés.

#### Canton de Fougères-Nord
- Conseillers sortants : Arthur Leclerc (Légitimiste) et François Montel (Légitimiste), élus depuis 1871.
- Isidore Lalloy (Légitimiste), élu en 1871 est décédé le 23 février 1873. Une partielle est organisée le 12 juillet 1873 où François Montel (Légitimiste) est élu.

|          | Arthur Leclerc *  | Légitimiste | 2 014 | 96,92  |  |  |  |
|          | François Montel * | Légitimiste | 1 894 | 91,15  |  |  |  |
|          |                   |             |       |        |  |  |  |
| Inscrits | Inscrits          | Inscrits    | 3 734 |        |  |  |  |
| Votants  | Votants           | Votants     | 2 078 | 55,65  |  |  |  |
| Exprimés | Exprimés          | Exprimés    | 2 078 | 100,00 |  |  |  |

*sortant

#### Canton d'Antrain
- Conseillers sortants : Charles Voisin (?) et Gilles Bocher (Bonapartiste) qui ne se représente pas, élus depuis 1871.

|          | Charles Voisin * |              | 2 041 | 97,05  |  |  |  |
|          | Gilles Bocher *  | Bonapartiste | 1 957 | 93,06  |  |  |  |
|          |                  |              |       |        |  |  |  |
| Inscrits | Inscrits         | Inscrits     | 4 283 |        |  |  |  |
| Votants  | Votants          | Votants      | 2 103 | 49,10  |  |  |  |
| Exprimés | Exprimés         | Exprimés     | 2 103 | 100,00 |  |  |  |

*sortant

#### Canton de Saint-Aubin-du-Cormier
- Conseiller sortant : Alexandre Duver (Orléaniste), élu depuis 1871.

|          | Alexandre Duver * | Orléaniste | 1 607 | 98,41  |  |  |  |
|          |                   |            |       |        |  |  |  |
| Inscrits | Inscrits          | Inscrits   | 2 645 |        |  |  |  |
| Votants  | Votants           | Votants    | 1 634 | 61,78  |  |  |  |
| Exprimés | Exprimés          | Exprimés   | 1 634 | 100,00 |  |  |  |

*sortant

### Arrondissement de Vitré
- Il doit y avoir au moins neuf conseillers par arrondissement, celui de Vitré n'en comptant que six, trois sièges sont ajoutés aux cantons les plus peuplés.

#### Canton de Vitré-Est
- Conseillers sortants : Anatole de Berthois (Légitimiste fusionniste) et Jules Chevalier de La Teillais (Conservateur), élus depuis 1871.

|          | Anatole de Berthois *            | Légitimiste fusionniste | 1 589 | 92,25  |  |  |  |
|          | Jules Chevalier de La Teillais * | Conservateur            | 1 390 | 85,07  |  |  |  |
|          |                                  |                         |       |        |  |  |  |
| Inscrits | Inscrits                         | Inscrits                | 3 293 |        |  |  |  |
| Votants  | Votants                          | Votants                 | 1 634 | 49,62  |  |  |  |
| Exprimés | Exprimés                         | Exprimés                | 1 634 | 100,00 |  |  |  |

*sortant

#### Canton d'Argentré-du-Plessis
- Conseiller sortant : Victor Orhant (Conservateur), élu depuis 1871.

|          | Victor Orhant * | Conservateur | 1 748 | 100,00 |  |  |  |
|          |                 |              |       |        |  |  |  |
| Inscrits | Inscrits        | Inscrits     | 3 259 |        |  |  |  |
| Votants  | Votants         | Votants      | 1 748 | 53,64  |  |  |  |
| Exprimés | Exprimés        | Exprimés     | 1 748 | 100,00 |  |  |  |

*sortant

#### Canton de Châteaubourg
- Conseiller sortant : Paul Dubourg (Monarchiste), élu depuis 1871, démissionne et se présente au Conseil Général.
- Ayant démissionné, son remplacement au conseil d'arrondissement est organisé au même moment que le renouvellement triennal de l'autre série.

|          | Georges du Dézerseul | Monarchiste | 1 317 | 95,57  |  |  |  |
|          |                      |             |       |        |  |  |  |
| Inscrits | Inscrits             | Inscrits    | 1 946 |        |  |  |  |
| Votants  | Votants              | Votants     | 1 378 | 70,81  |  |  |  |
| Exprimés | Exprimés             | Exprimés    | 1 378 | 100,00 |  |  |  |

*sortant

#### Canton de la Guerche-de-Bretagne
- Conseillers sortants : Raoul Doussault du Breil (Légitimiste fusionniste) et Évariste Dutertre (Conservateur), qui ne se représentent pas, élus depuis 1871.

|          | Émile Hévin     | Légitimiste  |       |       |  |  |  |
|          | Fernand Desprès | Bonapartiste |       |       |  |  |  |
|          |                 |              |       |       |  |  |  |
| Inscrits | Inscrits        | Inscrits     | 3 957 |       |  |  |  |
| Votants  | Votants         | Votants      | 2 303 | 58,20 |  |  |  |
| Exprimés |                 |              |       |       |  |  |  |

*sortant

### Arrondissement de Redon
- Il doit y avoir au moins neuf conseillers par arrondissement, celui de Redon n'en comptant que sept, deux sièges sont ajoutés à chacun des cantons les plus peuplés.

#### Canton de Redon
- Conseillers sortants : M. Blanche (?) qui ne se représente pas et Louis Gautier (Républicain modéré), élus depuis 1871.

| Candidats | Candidats       | Étiquette          | Premier tour | Premier tour | Ballotage | Ballotage |  |
| Candidats | Candidats       | Étiquette          | Voix         | %            | Voix      | %         |  |
| --------- | --------------- | ------------------ | ------------ | ------------ | --------- | --------- |  |
|           | Léonce de Gibon | Légitimiste        | 1 058        | 51,08        |           |           |  |
|           | Léon Fortin     | Légitimiste        | 1 031        | 49,78        | 1 049     | 44,71     |  |
|           | Émile Normand   | Républicain modéré | 1 025        | 49,49        | 1 279     | 54,52     |  |
|           | Louis Gautier * | Républicain modéré | 980          | 47,32        |           |           |  |
|           |                 |                    |              |              |           |           |  |
| Inscrits  | Inscrits        | Inscrits           | 3 896        |              | 3 896     |           |  |
| Votants   | Votants         | Votants            | 2 071        | 53,16        | 2 346     | 60,22     |  |
| Exprimés  | Exprimés        | Exprimés           | 2 071        | 100,00       | 2 346     | 100,00    |  |

*sortant

#### Canton de Guichen
- Conseiller sortant : Joseph Boutin (Républicain modéré), élu depuis 1871.

|          | Joseph Boutin * | Républicain modéré | 2 527 | 99,65  |  |  |  |
|          |                 |                    |       |        |  |  |  |
| Inscrits | Inscrits        | Inscrits           | 4 019 |        |  |  |  |
| Votants  | Votants         | Votants            | 2 536 | 63,10  |  |  |  |
| Exprimés | Exprimés        | Exprimés           | 2 536 | 100,00 |  |  |  |

*sortant

#### Canton de Maure-de-Bretagne
- Conseiller sortant : François Barbotin (Légitimiste), élu depuis 1871.

|          | François Barbotin * | Légitimiste | 1 644 | 99,28  |  |  |  |
|          |                     |             |       |        |  |  |  |
| Inscrits | Inscrits            | Inscrits    | 2 659 |        |  |  |  |
| Votants  | Votants             | Votants     | 1 656 | 62,28  |  |  |  |
| Exprimés | Exprimés            | Exprimés    | 1 656 | 100,00 |  |  |  |

*sortant

### Arrondissement de Montfort-sur-Meu
- Il doit y avoir au moins neuf conseillers par arrondissement, celui de Montfort n'en comptant que cinq, quatre sièges sont ajoutés au quatre cantons les plus peuplés.

#### Canton de Montfort-sur-Meu
- Conseillers sortants : Armand Porteu de la Morandière (Légitimiste) et M. Anger de Kernisan (Légitimiste), élus depuis 1871.

|          | Armand Porteu de la Morandière | Légitimiste | 1 697 | 97,64  |  |  |  |
|          | M. Anger de Kernisan           | Légitimiste | 1 694 | 97,47  |  |  |  |
|          |                                |             |       |        |  |  |  |
| Inscrits | Inscrits                       | Inscrits    | 3 451 |        |  |  |  |
| Votants  | Votants                        | Votants     | 1 738 | 50,36  |  |  |  |
| Exprimés | Exprimés                       | Exprimés    | 1 738 | 100,00 |  |  |  |

*sortant

#### Canton de Montauban-de-Bretagne
- Conseiller sortant : Jean-Baptiste Codet (Bonapartiste), élu depuis 1871.

|          | Jean-Baptiste Codet * | Bonapartiste | 1 461 | 97,21  |  |  |  |
|          |                       |              |       |        |  |  |  |
| Inscrits | Inscrits              | Inscrits     | 2 383 |        |  |  |  |
| Votants  | Votants               | Votants      | 1 503 | 63,07  |  |  |  |
| Exprimés | Exprimés              | Exprimés     | 1 503 | 100,00 |  |  |  |

*sortant

#### Canton de Saint-Méen-le-Grand
- Conseillers sortants : Pierre Bellouard (Républicain modéré) et M. Desbois (?), élus depuis 1871.

|          | M. Desbois       |                    |       |       |  |  |  |
|          | Pierre Bellouard | Républicain modéré |       |       |  |  |  |
|          |                  |                    |       |       |  |  |  |
| Inscrits | Inscrits         | Inscrits           | 2 809 |       |  |  |  |
| Votants  | Votants          | Votants            | 1 949 | 69,38 |  |  |  |
| Exprimés |                  |                    |       |       |  |  |  |

*sortant